# Бонифаций II Монфератски
Вижте пояснителната страница за други личности с името Бонифаций.
Бонифаций II Монфератски (на италиански: Bonifacio II, „il Gigante“, „Гигантът“, * юли 1202, † 12 юни 1253 в Монкалво, Пиемонт) от род Алерамичи е маркграф от Монферат през 1225 – 1253 г. и титулярен крал на Солун през 1239 – 1253 г.
Той е единствен син на маркграф Вилхелм VI и на Берта ди Клавесана (1180 – 1224), дъщеря на маркиз Бонифаций ди Клавесана, граф на Кортемиля. Заедно с баща си той участва през 1225 г. в неговия кръстоносен поход във Франкска Гърция. Баща му умира през септември същата или следващата година от епидемия и кръстоносният поход е прекратен. Бонифаций наследява Маркграфство Монферат.
Бонифаций сключва наследствен договор-завещание с братовчед си маркграф Манфред от Салуцо, според който при бездетие да се наследят. Монферат е с големи задължения към императора и Бонифаций се включва в Ломбардска лига против император Фридрих II. С помощта на папа Хонорий III те се разбират през 1226/1227 г.
През 1215 г. той води война с град Алесандрия, който с помощта на Милано и Верчели завладява Казале, една от столиците на Монферат, след четиримесечна обсада.
На 5 септември 1231 г. Милано завладява и столицата Чивасо и след една година му я връщат.
През 1245 г. той отива в Торино и моли императора за прошка, за да може да поеме надзора над децата на умрелия му през 1244 г. братовчед Манфред III от Салуцо.
При Конрад IV град Казале отива отново към Монферат.
Осем дена след получаването на Казале Бонифаций умира на 12 май 1253 г. в Монкалво.

## Брак и потомство
∞ за Маргарита Савойска (1225, † 1268), дъщеря на граф Амадей IV Савойски и Анна Бургундска, от която има три деца:
- Вилхелм VII († 1292), наследник на Монферат
- Алесина (или Аделхайд) († 1285), ∞ 1. за херцог Албрехт I от Брауншвайг (Велфи) 2. за граф Герхард I от Холщайн
- Теодора, омъжена за граф Герардо Делла Герардеска

Той има и един извънбрачен син:
- Николино.